# Dardurus
Dardurus là một chi nhện trong họ Amaurobiidae.